# René Fonck
Pour les articles homonymes, voir Fonck.
René Fonck, né à Saulcy-sur-Meurthe (Vosges) le 27 mars 1894 et mort dans le 8e arrondissement de Paris le 18 juin 1953, est un aviateur et homme politique français.
Pilote de chasse pendant la Première Guerre mondiale, il est surnommé l'« as des as » français et alliés, avec 75 victoires officiellement homologuées, selon le système français d'homologation de victoires aériennes, plus strict que le système allemand car nécessitant deux témoins oculaires étrangers à l'escadrille victorieuse.
Avec vingt-sept citations à sa Croix de guerre 14-18 (vingt-six palmes et une étoile de vermeil), il est le combattant français le plus décoré de la Première Guerre mondiale.
Il est député des Vosges de 1919 à 1924, siégeant au centre droit, sur les bancs du groupe GRD.
Resté fidèle en 1940 au maréchal Pétain, il est brièvement interné à la Libération ; aucune charge n'est finalement retenue contre lui.

## Biographie

### Jeunesse et formation

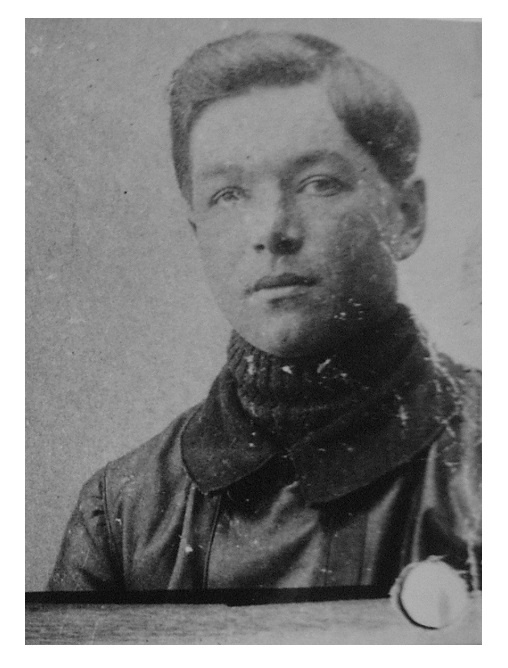
Portrait de René Fonck (1915).

Fils d'un sagard, ouvrier des scieries vosgiennes (originaire de Ranrupt), René Fonck est dans sa jeunesse apprenti-mécanicien.
Appelé sous les drapeaux le 22 août 1914, il est versé au 11e régiment du génie d'Épinal, où il fait ses classes. Fasciné depuis longtemps par les exploits des aviateurs, il se fait affecter dans l'aéronautique au début de l'année 1915. Il est élève pilote à l'école Caudron du Crotoy. Il entame sa carrière d'aviateur en tant que pilote d'une escadrille d'observation, la C 47, basée près de chez lui à Corcieux.

### Première Guerre mondiale

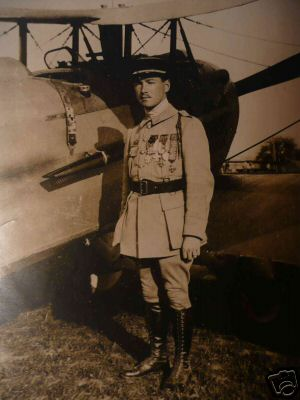
René Fonck près de son SPAD S.XIII.

En tant que pilote d'observation, le 6 août 1916, aux commandes d'un Caudron G4, il force un avion de reconnaissance Rumpler C.I allemand à atterrir derrière les lignes alliées. Il obtient plus tard une deuxième victoire avec son Caudron d'observation. Après ce nouvel exploit, il est muté dans la chasse à l'escadrille N 103, du groupe de combat no 12, unité d'élite de la chasse française surnommée « Groupe des cigognes ».
Il s'y révèle un chasseur d'un talent exceptionnel, combinant plusieurs qualités : une vue perçante lui permettant de voir sa cible de loin, une résistance naturelle à la haute altitude (hypoxie) et un talent de tir sans égal lui permettant de maîtriser la déflexion[Quoi ?]. Sa tactique favorite consiste à repérer un ennemi et à s’approcher par l’arrière et en dessous pour l'abattre d'une courte rafale correctement ajustée. Il est toujours suivi de deux à quatre équipiers qui couvrent ses arrières.
Il arrive qu'il abatte plusieurs avions en une journée, jusqu'à six le 9 mai, puis à nouveau le 26 septembre 1918. Selon les dires de l'aviateur Maurice Boyau, lui aussi as de la grande guerre avec trente-cinq victoires, Fonck n'est pourtant jamais touché par le feu adverse :

« Fonck dépasse tout ce que l'on peut imaginer. Ce n'est pas un homme, c'est un oiseau de proie. Là-haut, il sent l'ennemi, il en distingue nettement à 8 ou 10 km sans être vu. Il choisit sa proie. Quelques balles suffisent, il n'y a jamais eu de riposte,. »

Meilleur pilote de la SPA 103, Fonck dispose d'une grande autonomie et se voit doté  des meilleurs appareils. Volant en SPAD VII à son arrivée à la fin du mois d'avril 1917, il reçoit le premier SPAD XIII de l'unité au mois de septembre 1917, puis se voit mettre à disposition deux SPAD XII-canon en janvier 1918, et à partir de septembre 1918 le premier SPAD S.XVII de présérie équipé d'un moteur de 300 ch.

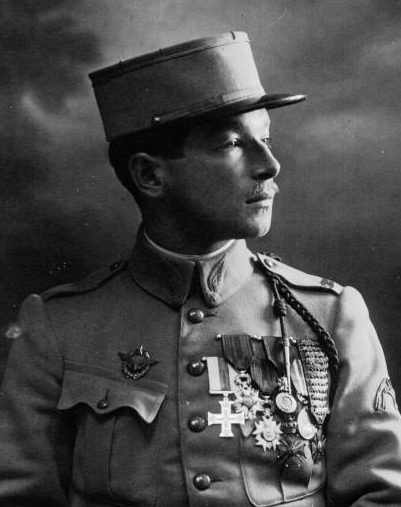
René Fonck en 1918.

René Fonck termine la guerre avec tous les honneurs, arborant une croix de guerre 1914-1918 enrichie de vingt-cinq palmes et d'une étoile.
Afin d'obtenir confirmation pour une victoire aérienne, il fallait pour un aviateur français avoir le témoignage de trois personnes indépendantes (à l'exclusion des membres de sa propre escadrille), le type d'appareil ennemi ainsi que le lieu, la date et l'heure du combat. Aussi, un pilote victorieux ne recevait pas automatiquement confirmation pour sa victoire, et le fait que les combats avaient le plus souvent lieu au-delà du front allemand rendait la présence de témoins éventuels encore plus improbable. Alors que toutes les victoires déclarées avaient une existence officielle, seules celles pouvant soutenir la procédure de confirmation faisaient l'objet d'une inscription dans les communiqués militaires, les autres étant considérées comme « probables derrière les lignes allemandes ». Ce mode de fonctionnement sévère donna lieu parfois à une grande disparité entre le nombre de victoires inscrites aux communiqués et le nombre de victoires déclarées par les combattants. René Fonck reçut confirmation pour soixante-quinze de ses victoires déclarées, soit davantage qu'aucun autre pilote de chasse français et allié (toute comparaison entre les palmarès est douteuse, puisque résultant de procédures d'homologation différentes). Le nombre de ses victoires probables, selon le journal de marche de l'escadrille SPA 103, est de trente-deux et non de cinquante-deux comme Fonck l'affirma dans ses mémoires[réf. souhaitée].

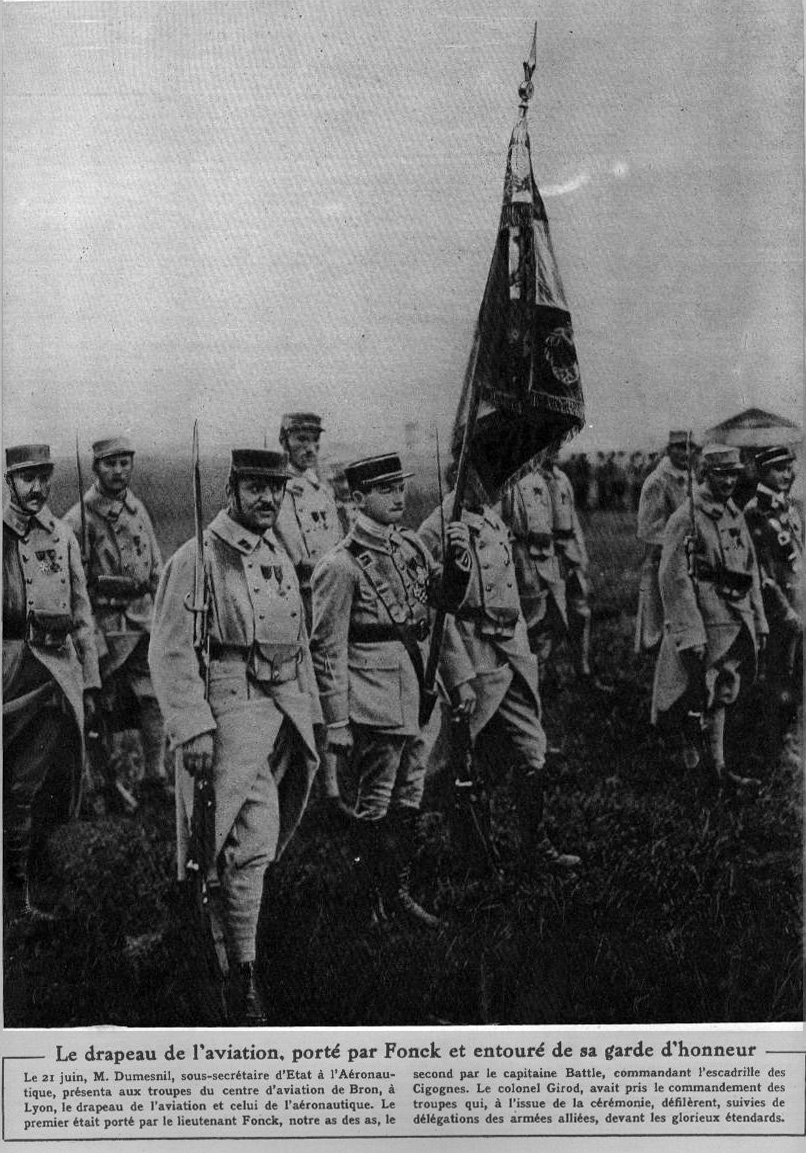
René Fonck porte-drapeau de l'aviation française.

La dernière citation de Fonck qui lui attribue le grade de commandeur de la légion d'honneur le 16 juin 1920, précise : « Pilote de chasse légendaire, pendant quatre ans, a fait une guerre sans merci à l'aviation ennemie, l'attaquant partout où elle se rencontre sans jamais se laisser arrêter par le nombre de ses adversaires. A remporté 75 victoires officielles, dont 39 depuis sa promotion au grade d'officier de la légion d'honneur - 23 citations. » À ces soixante-quinze victoires officielles, le journal de marche de l'escadrille SPA 103 recense trente autres victoires non confirmées, plus deux autres non confirmées obtenues à l'escadrille C 47, soit un total de 32 victoires non confirmées. Il n'a jamais pu obtenir les 52 victoires non confirmées qu'il indique dans ses mémoires : le tableau figurant en fin d'ouvrage contient en effet plusieurs contradictions avec le journal de marche de la SPA 103, mais aussi les carnets de comptabilité de campagne de l'escadrille qui précisent que l'as est en permission à plusieurs dates où ses mémoires revendiquent des victoires non homologuées[réf. souhaitée].
Ce total de soixante-quinze victoires officielles fait de lui l'as des as de l'aviation française et alliée. Il n'est dépassé que par l'Allemand Manfred von Richthofen, qui s'est vu reconnaître quatre-vingts victoires (système de comptage allemand).
Terminant la guerre avec le grade de lieutenant, René Fonck est le porte-drapeau de l'aviation française lors du défilé de la victoire le 14 juillet 1919.

### Député des Vosges
Sur demande du président du Conseil, Georges Clemenceau, qui cherche à faire élire dans sa coalition du Bloc national des héros de guerre, René Fonck se présente aux élections législatives de 1919 dans les Vosges. Élu, il représente son département comme député à la « Chambre bleu-horizon », sous les couleurs de la Gauche républicaine démocratique (centre droit), de 1919 à 1924. Il siège à la commission de l'armée et à celle des comptes définitifs.
Aux élections législatives de 1924, il se présente comme en 1919 en deuxième position sur la liste d'union républicaine conduite par Constant Verlot. Celle-ci n'obtient qu'un élu et René Fonck perd son siège à la Chambre. Par la suite, aux élections législatives de 1932 et à une élection partielle en 1933, il tente sans succès de retrouver un mandat de député.
Il publie ses mémoires, intitulés Mes Combats (1920). Ses vues de l'aviation militaire et civile sont synthétisées dans l'ouvrage L'Aviation et la sécurité française (1924).

### Missions aériennes

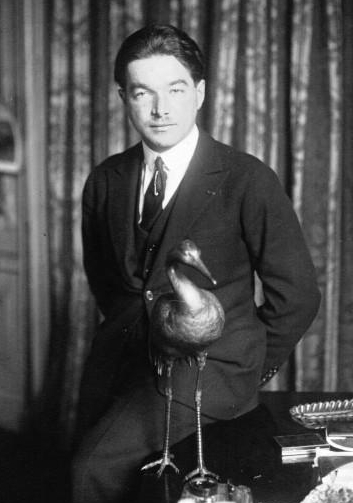
René Fonck en 1920.

#### Ligue aéronautique de France
Élu Président de la Ligue aéronautique de France peu après la guerre, René Fonck intervient à de nombreuses reprises dans les médias et lors de conférences pour soutenir les investissements dans l'aéronautique en plein essor. Il use parfois de la fiction, comme en 1924, lorsqu'il imagine le voyage transatlantique d'une Parisienne de Paris à New York à la Société de Géographie.

#### Participation au défi transatlantique
Envoyé officiellement en mission dans plusieurs continents (Afrique du Nord, Amérique latine, Europe centrale, États-Unis), il rejoint en 1925 un projet américain de traversée de l'Atlantique en avion. Faisant équipe avec l'ingénieur Igor Sikorsky, il prend les commandes d'un bimoteur, le S-35 (en), pour lequel il a demandé nombre d'améliorations, dont la principale est l'ajout d'un moteur.
Après divers entraînements, l'équipage Fonck-Curtin-Clavier-Islamoff fait péniblement décoller le trimoteur le 21 septembre 1926. Un mauvais largage du train annexe, un terrain inégal, une charge exceptionnelle de carburant et l'avion s'écrase au décollage tuant deux membres de l'équipage (l'opérateur radio Charles Clavier et le mécanicien Jacob Islamoff). Avant qu'il ne puisse retenter la traversée avec un autre avion, le Sikorsky S-37, Lindbergh a réalisé l'exploit en mai 1927, et remporté le prix Orteig, doté d'une récompense de 25 000 dollars.

#### Collaboration avec l'armée
L'état-major de l'Armée de l'air fait appel à ses compétences en 1935 pour rédiger une étude de l'état de l'aviation de chasse, des méthodes d'apprentissage et des améliorations qu'il envisagerait d'y apporter. À cette occasion, le commandant Fonck met sur pied son concept d'« avion cavalier », aéronef rapide et bien armé, destiné à l'assaut terrestre.

### Sous l'Occupation
Colonel d'aviation et ancien combattant, l'as des as, entre « sans fonction officielle » au service du gouvernement du maréchal Pétain en 1940. 
Fonck se montre ainsi fidèle à la figure historique du « Vainqueur de Verdun », dont il se souvient qu'il était favorable au développement de l'aviation militaire. Pierre Laval aurait annoncé aux Allemands que le colonel Fonck avait rassemblé « une escadrille de 200 pilotes », se tenant prête à attaquer la Grande-Bretagne[réf. nécessaire] : aucune archive, notamment allemande, ne confirme cette déclaration.
De fait très opposé à Pierre Laval, il reste « les yeux et les oreilles » de Pétain chez les Allemands, auprès desquels il a gardé ses entrées. Finalement désavoué par le Maréchal, il prend peu à peu ses distances avec Vichy. Le 24 août 1942, le magazine américain Life publie une liste noire de « collaborateurs » condamnés par la Résistance à être exécutés, ou jugés après la libération du pays : le nom de René Fonck y figure, en compagnie de trente-huit autres. Certains lui reprochent également d'avoir signé, en 1941, la préface d'un livre intitulé Le Sabotage de notre aviation, cause principale de notre défaite, dans lequel André Maroselli dénonce les atermoiements politiques et les choix critiquables qui ont conduit à la défaite. Fonck déclare dans cette préface, saluant la mémoire des aviateurs français tués durant la bataille de France : « Ce qui fait défaut à la France, ce ne sont pas les aviateurs intrépides et valeureux, mais le matériel moderne dont nos aviateurs avaient besoin pour lutter et pour vaincre. »
Devenu également suspect aux yeux des Allemands par ses interventions au profit de Résistants et par son opposition à Laval, Fonck est arrêté à la Libération, en septembre 1944, interné à la Santé et libéré à la fin de l'année, aucune charge n'étant retenue à son encontre. Il a également bénéficié d'un « certificat de participation » à la Résistance, signé le 28 septembre 1948 par le commandant Sautereau, chef du réseau Rafale, avec la mention « Monsieur Fonck, René, membre sans uniforme des forces françaises combattantes, a participé en territoire occupé par l'ennemi, aux glorieux combats pour la libération de la patrie. »

### Mort

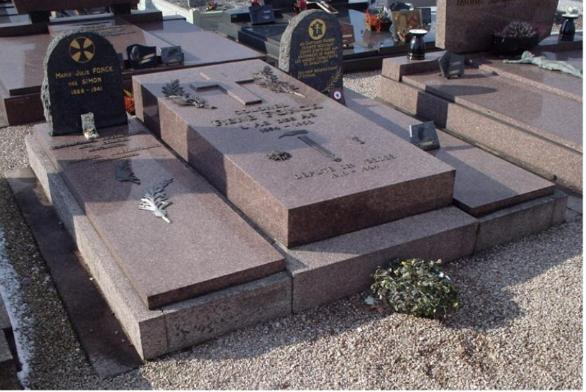
Tombe de René Fonck à Saulcy-sur-Meurthe (Vosges).

Retiré de toute vie publique après la Libération, il se consacre à la gestion d'une entreprise industrielle dans les Vosges. Marié à Irène Brillant, sociétaire de la Comédie-Française, il est père de deux enfants, Edmond et Anne-Marie.
Le 18 juin 1953, à 59 ans, il meurt subitement d'un accident vasculaire cérébral, à son domicile parisien de la rue du Cirque.
Sa mort ne donne lieu qu'à des hommages discrets, tant de la part des autorités civiles et militaires que des médias. Le gouvernement Mayer était tombé le 21 mai et le gouvernement Laniel n'était pas encore formé, ce qui contribua sans doute à empêcher que fût prise aucune décision quant à une cérémonie d'ampleur. Au lendemain de sa mort, Le Figaro ne consacre à sa disparition qu'un entrefilet, tandis que sa une fait honneur à Edmund Hillary et Tensing Norgay, qui venaient de vaincre l'Everest.
Des obsèques religieuses sont organisées aux Invalides, auxquelles assistent le général Léchères, chef d’état-major de l’Armée de l’air, le général d’Harcourt, André Maroselli et Pierre-Étienne Flandin. René Fonck est inhumé le lendemain, le 23 juin 1953, dans le cimetière communal de Saulcy-sur-Meurthe, sa commune natale. Un détachement de cinquante soldats en armes de la base aérienne 121 rend les honneurs et des avions venus de Nancy font un passage pour lui rendre hommage.

## Postérité

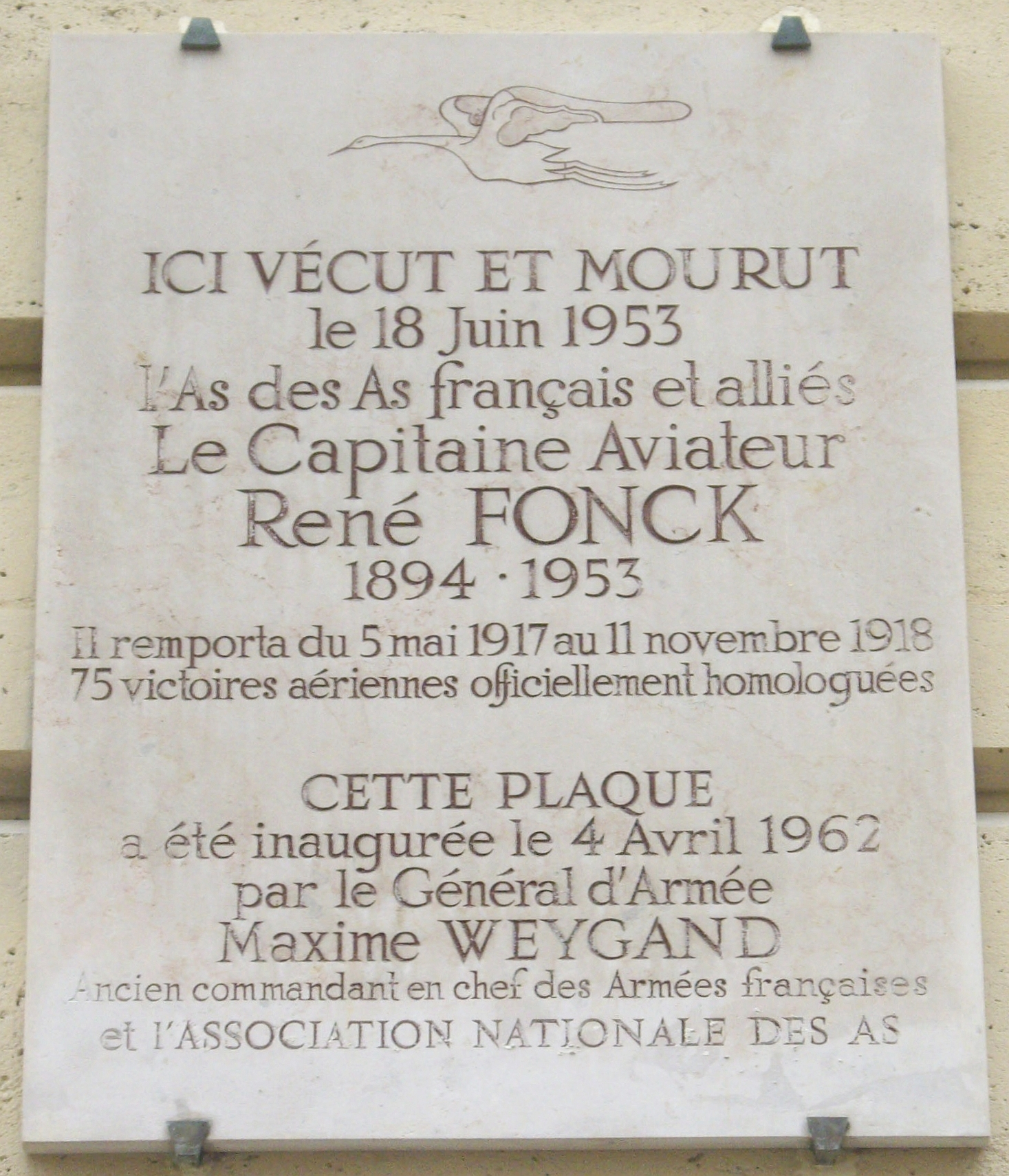
Plaque commémorative sur le domicile parisien de René Fonck au no 3 de la rue du Cirque.

À plusieurs reprises, il a été proposé par les élèves officiers de l'École de l'air pour devenir le parrain de leur promotion. Cependant, le commandement de l'armée de l'air a toujours écarté ces propositions. En 2007, l'un de ses arrière-petits-neveux, Mickael Fonck, est pilote de chasse dans l'Armée de l'air française.
La municipalité de Paris a créé une avenue René-Fonck en 1956. Mais l'ambiguïté du personnage durant l'occupation et son indéfectible attachement au maréchal Pétain font que c'est une petite avenue à l'écart des grands axes de la capitale.
Le musée Pierre-Noël de Saint-Dié-des-Vosges consacre une vitrine à l'activité de René Fonck dans l'aviation militaire de 1915 à 1918.
L'aérodrome situé à Remomeix a été rebaptisé en son hommage le 21 juin 2009, devenant ainsi l'aérodrome René-Fonck.
Dans la zone aéroportuaire de l'aéroport de Nantes, une rue porte son nom (à Saint-Aignan-Grandlieu).

## Grades
- Caporal : 16 juin 1915
- Sergent : 21 août 1915
- Adjudant : 21 juin 1916
- Adjudant-chef : 1er mars 1917
- Sous-lieutenant : 30 novembre 1917
- Lieutenant : 15 mai 1918
- Capitaine : 26 juin 1919
- Commandant : 25 juin 1935
- Lieutenant-colonel : 4 juillet 1938
- Colonel : 15 mars 1940

## Décorations
René Fonck a officiellement obtenu 26 palmes et 1 étoile de vermeil sur sa Croix de guerre 14-18 soit au total 27 citations, bien qu’il se soit affiché après-guerre avec une Croix de guerre de 28 palmes et 1 étoile de vermeil soit 29 citations, s’attribuant deux palmes supplémentaires pour sa nomination au grade de commandeur de la Légion d'honneur en 1921, et sa nomination au grade de Grand officier de la Légion d'honneur en 1936 :  ces deux nominations, étant intervenues après la guerre, ne donnaient pourtant pas droit règlementairement à une palme supplémentaire.

### Intitulés des décorations françaises
- Grand officier de la Légion d'honneur le 12 juillet 1936 (chevalier le 21 octobre 1917[24], officier le 12 mai 1918 et commandeur le 17 mars 1921[25])
- Médaille militaire, en 1916
- Croix de guerre 1914–1918 à 26 palmes (citations à l'ordre de l'armée) et 1 étoile de vermeil

### Intitulés des décorations étrangères
- Croix de guerre (Belgique)
- Officier de la Couronne (Belgique)
- Officier de l’ordre de Léopold (Belgique)
- Distinguished Conduct Medal (Royaume-Uni)
- Croix militaire (Royaume-Uni)
- Médaille militaire (Royaume-Uni)
- Ordre de l'Etoile de Karageorge de 2e classe avec glaive
- Croix de guerre de 1re classe (Portugal)
- Chevalier de la Tour et de l’Epée (Portugal).
- Croix militaire de 1re classe (Espagne)
- Aigle blanc de Serbie de 2e classe (Serbie)
- Croix de Michel le Brave de Roumanie de 2e classe (Roumanie)
- Croix de guerre américaine de 1re classe (Etats-Unis)
- Croix des Saints-Maurice-et-Lazare (Italie)

## Anecdote
René Fonck volait après la guerre sur des appareils immatriculés F-ONCK. D'autres « as » pouvaient disposer d'une immatriculation personnalisée (qui, après guerre, leur servit notamment dans des meetings aériens, avec si possible un appareil similaire à celui de leur gloire militaire) : la sienne correspondait exactement à son nom.

## Publications
- Mes combats, Paris, Flammarion, 1920, 252 p. (lire en ligne).
- L'Aviation et la sécurité française, Paris, Éd. Bossard, 1924, 317 p.